# Тихоголос санта-мартійський
Тихоголос санта-мартійський (Arremon basilicus) — вид горобцеподібних птахів родини Passerellidae. Ендемік Колумбії.

## Таксономія
Санта-мартійський тихоголос раніше вважався підвидом строкатоголового заросляка (A. torquatus), однак в 2010 році був визнаний Південноамериканський класифікаціний комітет окремим видом, разом з низкою інших підвидів Arremon torquatus.

## Поширення і екологія
Санта-мартійський тихоголос є ендеміком Колумбії. Він живе на узліссях і в підліску тропічних вологих гірських лісів гірського масиву Сьєрра-Невада-де-Санта-Марта на висоті до 3300 м над рівнем моря.

## Збереження
Це рідкісний птах, що має вузький ареал. МСОП вважає стан збереження цього виду близьким до загрозливого. Популяцію оцінюють у 10000-20000 птахів.